# Тривульцио, Ипполита
Ипполита Тривульцио (1600, Милан — 20 июня 1638, Монако) — итальянская аристократка, первая супруга правителя Монако, которая носила титул княгини. Жена князя Оноре II.

## Биография
Единственная дочь Карло Эмануэле Теодоро Тривульцио, графа Мельцо и его супруги Катерины Гонзага. Её прадедом по материнской линии был Луиджи Алессандро Гонзага. Её старшим братом был кардинал Джан Джакомо Теодоро Тривульцио. Он женился на Джованне Марии Гримальди, сестре Оноре II. Ипполита воспитывалась в монастыре.
В 1615 году Оноре II вернулся в Монако из Милана, где он провёл детство у дяди-испанца. Брак с Ипполитой, которая была невесткой его сестры Жанны, был простым и очевидным решением вопроса о наследнике. 13 февраля 1616 года Ипполита вышла замуж за Оноре II, князя Монако. Ипполита была «скромной, стройной, темноволосой красавицей, воспитанной монахинями». Её супруг был очень набожным и домашним человеком, и брак был счастливым.
У супругов был один сын, Эркюль, маркиз де Бо (1623—1651).
Когда Оноре II перестроил свою резиденцию, сделав из средневековой крепости частный дворец, он ввёл несколько придворных обычаев и официальных религиозных статутов, чтобы создать чувство национального единения с монагасским населением и ореол монархии. Ипполита играла бо́льшую роль в государственном управлении, чем ее предшественницы.
Княгиня Ипполита умерла на 38-м году жизни.